# Polski rok obrzędowy (seria monet)
Seria Polski rok obrzędowy obejmuje srebrne monety kolekcjonerskie oraz obiegowe okolicznościowe o nominale 2 złote ze stopu Nordic Gold. Narodowy Bank Polski zainaugurował tę serię w 2001 roku. Jej celem jest przedstawienie polskich obyczajów i kultury.

## Lista monet seriiPolski rok obrzędowy
Zarówno awers, jak i rewers monet srebrnych próby 925 jest zmienny. Stałymi elementami awersu jest orzeł, rok wprowadzenia monety do obiegu, nominał (20 złotych) i napis Rzeczpospolita Polska. Rewers przedstawia jeden z obyczajów.
Awers monet ze stopu CuAl5Zn5Sn1 (Nordic Gold) przedstawia orła, rok wprowadzenia do obiegu, nominał (2 złote) oraz napis Rzeczpospolita Polska. Na rewersie z kolei przedstawione są obrządki z poniższej listy.
| Moneta           | Nominał    | Stop        | Średnica | Masa    | Data emisji      | Nakład  | Wizerunek monety |
| ---------------- | ---------- | ----------- | -------- | ------- | ---------------- | ------- | ---------------- |
| Kolędnicy        | 20 złotych | Ag 925      | 38,61 mm | 28,28 g | 5 grudnia 2001   | 55 000  | awers i rewers   |
| Kolędnicy        | 2 złote    | CuAl5Zn5Sn1 | 27,00 mm | 8,15 g  | 5 grudnia 2001   | 600 000 | rewers           |
| Śmigus-dyngus    | 20 złotych | Ag 925      | 38,61 mm | 28,28 g | 16 kwietnia 2003 | 44 000  | awers i rewers   |
| Śmigus-dyngus    | 2 złote    | CuAl5Zn5Sn1 | 27,00 mm | 8,15 g  | 16 kwietnia 2003 | 600 000 | rewers           |
| Dożynki          | 20 złotych | Ag 925      | 38,61 mm | 28,28 g | 10 września 2004 | 74 000  | awers i rewers   |
| Dożynki          | 2 złote    | CuAl5Zn5Sn1 | 27,00 mm | 8,15 g  | 10 września 2004 | 850 000 | rewers           |
| Noc świętojańska | 20 złotych | Ag 925      | 38,61 mm | 28,28 g | 25 maja 2006     | 65 000  | awers i rewers   |
| Noc świętojańska | 2 złote    | CuAl5Zn5Sn1 | 27,00 mm | 8,15 g  | 25 maja 2006     | 1 000   | rewers           |